# 싱글 인 서울
싱글 인 서울(Single in Seoul)은 2023년 11월 29일 개봉한 대한민국의 로맨틱 코미디 영화이다. 이동욱, 임수정 등이 주연으로 출연하였다.
주 촬영은 2020년 11월 14일 시작되었다. 2023년 11월 29일 극장 개봉되었다.

## 줄거리
영화는 혼자 있는 것을 즐기는 인기 에세이 강사이자 인플루언서인 영호와 활발한 성격의 출판사 편집장 현진의 이야기를 중심으로 전개된다. 이 둘은 '싱글 인 더 시티'라는 에세이 시리즈를 통해 만나게 된다. 싱글 라이프에 대한 에세이를 쓰면서, 이들은 과거의 상처와 기억들을 다시 떠올리게 된다. 영호는 수십만 팔로워를 거느린 인기 강사로 싱글 라이프를 만끽하는 인물이고, 현진은 그의 대학 후배이자 출판사 편집장으로 '싱글 인 더 시티' 에세이 시리즈를 담당한다. 서로 다른 성격과 삶의 방식을 가진 두 사람이 에세이 작업을 통해 얽히면서 과거의 아픔을 되짚어보는 과정을 보여준다.

## 출연

### 주연
- 이동욱 : 영호 역
- 임수정 : 현진 역

### 조연
- 이솜 : 주옥 역
- 장현성 : 진표 역
- 김지영 : 경아 역
- 이미도 : 윤정 역
- 이상이 : 병수 역
- 윤대열 : 팟캐스트 PD 역
- 지이수 : 예리 역
- 조영진 : 현진 부 역
- 손지나 : 경선 역
- 박슬기 : 복면 가수 역
- 한종훈 : 김 선생 역
- 강주상 : 오 원장 역
- 구시연 : 영호네 이웃녀 역
- 오준혁 : 방송국 스탭1 역
- 이소영 : 유진영 역
- 김상욱
- 조민국

### 그 외 출연
- 윤계상 : 선우 역 (우정출연)
- 조달환 : 오시인 역 (우정출연)